# Моран, Шломо
Шломо Моран (ивр. שלמה מורן‎, р.1947) — израильский специалист в области компьютерных наук, лауреат международных премий.

## Биография
Шломо Моран родился в 1947 году в кибуце Игор; его родителями были выходцы с Волыни. Он поступил в Технион, где в 1975 году получил степень бакалавра, а в 1979 получил степень Ph.D. за работу «Проблемы NP-оптимизации и их аппроксимации». В 1979—1981 годах работал в США в Миннесотском университете, с 1981 года преподавал в Технионе. В 1985—1986 годах работал в одной из лабораторий IBM. В 1998—2001 был деканом Факультета информационных технологий Техниона.

## Награды
- 1993 — Премия Гёделя